# Akita prefektúra
Akita prefektúra (japánul: 秋田県, Akita-ken) közigazgatási egység, Japán prefektúráinak egyike. Honsú szigetén, a Tóhoku régióban található. Székhelye Akita.

## Földrajz
A prefektúra a japán fősziget, Honsú északi részén fekszik, nyugatról a Japán-tenger, északról az Aomori prefektúra, keletről az Ivate prefektúra, délkeletről a Mijagi prefektúra és délről a Jamagata prefektúra határolja.
Az Akita prefektúra téglalap alakú, északi és déli határa 181, nyugati és keleti határa 111 km-re található egymástól. A prefektúra természetes keleti határát az Óu-hegység adja, vele párhuzamosan a Deva-hegység szeli át a prefektúrát. Észak-Japán nagy részéhez hasonlóan Akita prefektúra telei hidegek, főként a tengerparttól távol eső területeken.

### Városok
Akita prefektúrában 13 város található. Ezek:
| - Akita (székhely) - Daiszen - Jokote - Juzava - Jurihondzsó - Katagami - Kazuno | - Kitaakita - Nikaho - Nosiro - Oga - Ódate - Szenboku |

### Kisvárosok és falvak
| - Jamamoto körzet - Fudzsiszato - Happó - Mitane - Kazuno körzet - Koszaka - Kitaakita körzet - Kamikoani - Ogacsi körzet - Higasinarusze - Ugo | - Szenboku körzet - Miszato - Minamiakita körzet - Godzsóme - Hacsirógata - Ikava - Ógata |